# Alexander Cunningham (archéologue)
Pour les articles homonymes, voir Alexander Cunningham et Cunningham.
Sir Alexander Cunningham (Londres, 23 janvier 1814 – Londres, 28 novembre 1893) est un archéologue et ingénieur militaire britannique, premier directeur de l'Archaeological Survey of India.

## Biographie
Cunningham se rend en Inde avec ses deux frères pour faire fortune. Il rejoint les Bengal Engineers à l'âge de 19 ans et son premier cantonnement est établi à Bénarès, près de laquelle il découvre les ruines de Sârnâth, où il dégage un stûpa. Il passe les vingt-huit années suivantes au service du gouvernement britannique des Indes, où il sert aux Indes et en Birmanie, avant de prendre sa retraite avec le rang de Major General en 1861.
En novembre de cette même année, Cunningham envoie un mémorandum à Lord Canning recommandant la création de l'Archaeological Survey of India, organisme chargé de s'occuper des sites archéologiques et historiques indiens, et il en devient le premier directeur (1861-1885), un poste qu'il conservera jusqu'à son départ pour la Grande-Bretagne. Avec cette création, une ère nouvelle s'ouvre pour l'épigraphie indienne qui atteint son apogée avec la parution de ses Inscriptions of Ashoka (Calcutta, 1877), le premier volume de la série Corpus Inscriptionum Indicarum prévue par Cunningham. Il découvre ainsi un très grand nombre d'inscriptions qui, après déchiffrage souvent fait par Cunningham lui-même, vont apporter un éclairage nouveau sur l'histoire de l'Inde. Il fait aussi la collection de monnaies rares indiennes, souvent les seuls documents disponibles pour les satrapes indo-grecs, et ses travaux en la matière restent une source incontournable. Il prolonge également les fouilles de Jean-Baptiste Ventura sur le stupa de Mankiala.
Il est fait chevalier en 1867.
Il est associé à de nombreuses campagnes de fouilles en Inde, dont Sârnâth, Sânchî, Pundranagarh (Mahasthan), et le Temple de la Mahabodhi à Bodh-Gaya, fouilles pour lesquelles il se laissa largement guider par les écrits du pèlerin chinois Xuanzang.
Sa collection de monnaies indiennes rares appartient aujourd'hui au British Museum.